# 5-й набор космонавтов ЦПК ВВС (1970)
5-й набор космонавтов ЦПК ВВС (1970) — набор космонавтов, проводившийся Центром подготовки космонавтов в 1969—1970 годах из числа лётчиков ВВС и ПВО, военных инженеров РВСН и ЦПК. В группу было отобрано девять слушателей-космонавтов, из которых космические полёты совершили только космонавты Анатолий Березовой, Владимир Джанибеков, Леонид Попов и Юрий Романенко.

## История
19 июня 1969 года Главнокомандующий ВВС направил письмо министру обороны СССР о необходимости проведения дополнительного набора в отряд космонавтов 1-го НИИЦПК имени Ю. А. Гагарина. Согласно приказу министра обороны № 78 от 26 июня 1969 года об очередном наборе космонавтов до 1 января 1970 года необходимо было отобрать тридцать слушателей-космонавтов.
За пять месяцев отборочные подкомиссии в войсках ВВС, ПВО и РВСН на местах просмотрели более 400 кандидатов (в том числе более 300 лётчиков). 154 кандидата были направлены на медицинское обследование в Москву Центральный научно-исследовательский авиационный госпиталь (ЦНИИАГ). Годным к специальным тренировкам врачи признали только 21 кандидата. 17 февраля 1970 года состоялось первое заседание мандатной комиссии по отбору кандидатов, на котором три лётчика капитан Анатолий Березовой, капитан Владимир Джанибеков, старший лейтенант Анатолий Дедков и старший инженер-лейтенант РВСН Николай Фефелов были рекомендованы к зачислению в отряд. Руководитель подготовки первых советских космонавтов помощник Главнокомандующего ВВС по космосу генерал-лейтенант Н. П. Каманин в своем дневнике отмечал, что «очень хорошее впечатление на всех членов комиссии произвели лётчики Березовой и Джанибеков». Позже решением мандатной комиссии были рекомендованы к зачислению в отряд космонавтов еще пять кандидатов: лётчики старший лейтенант Юрий Исаулов, лейтенант Владимир Козлов, лейтенант Леонид Попов, старший лейтенант Юрий Романенко и инженер ЦПК инженер-капитан Валерий Илларионов. 27 апреля 1970 года приказом Главкома ВВС № 505 все девять кандидатов были зачислены слушателями-космонавтами ЦПК имени Ю. А. Гагарина.
Вопрос о дальнейшем проведении набора слушателей-космонавтов (по приказу министра обороны должны были набрать 30 человек) рассматривался двумя отделами ЦК КПСС — административным и отделом оборонной промышленности. Оба отдела рекомендовали не проводить дальнейший набор в 1970 году, в связи с закрытием ряда программ и срыва строительства космической техники. Каманин писал в апреле 1970 года в своём дневнике: «Планы постройки космических кораблей и орбитальных станций промышленностью не выполняются и есть опасение, что многим космонавтам придется по нескольку лет ждать своей очереди на полёт».
С мая 1970 по июль 1972 года все слушатели-космонавты проходили общекосмическую подготовку в ЦПК имени Ю. А. Гагарина. 6 июля 1972 года семь слушателей из числа лётчиков были назначены космонавтами 1-го отдела 1-го управления, а инженеры Фефелов и Илларионов — космонавтами 2-го отдела 1-го управления 1-го НИИЦПК имени Ю. А. Гагарина.
Из девяти космонавтов 5-го набора в отряд ЦПК ВВС 1970 года космические полёты смогли выполнить только четверо: Анатолий Березовой, Владимир Джанибеков, Леонид Попов и Юрий Романенко.

## Список космонавтов 5-го набора ЦПК ВВС
| Список космонавтов 5-го набора ЦПК ВВС (1970 год) | Список космонавтов 5-го набора ЦПК ВВС (1970 год) | Список космонавтов 5-го набора ЦПК ВВС (1970 год) | Список космонавтов 5-го набора ЦПК ВВС (1970 год) | Список космонавтов 5-го набора ЦПК ВВС (1970 год) | Список космонавтов 5-го набора ЦПК ВВС (1970 год) | Список космонавтов 5-го набора ЦПК ВВС (1970 год) | Список космонавтов 5-го набора ЦПК ВВС (1970 год) | Список космонавтов 5-го набора ЦПК ВВС (1970 год) |
| №                                                 | Фотография                                        | ФИО                                               | Дата рождения                                     | Порядковый номер                                  | Профессия и место работы до поступления в отряд   | Данные о полётах | Дата выхода из отряда                             | Примечание                                        |
| ------------------------------------------------- | ------------------------------------------------- | ------------------------------------------------- | ------------------------------------------------- | ------------------------------------------------- | ------------------------------------------------- | --- | ------------------------------------------------- | ------------------------------------------------- |
| 1                                                 |                                                   | Березовой Анатолий Николаевич                     | 11 апреля 1942 года                               | 51-й космонавт СССР                               | ВВС, лётчик                                       | 13.05.-10.12.1982 «Союз Т-5»-«Салют-7»-«Союз Т-7» | 21 октября 1992 года                              | умер 20 октября 2014 года                         |
| 2                                                 |                                                   | Дедков Анатолий Иванович                          | 24 июля 1944 года                                 | —                                                 | ПВО, лётчик                                       | — | 20 апреля 1983 года                               | умер 15 сентября 2016 года                        |
| 3                                                 |                                                   | Джанибеков Владимир Александрович                 | 13 мая 1942 года                                  | 43-й космонавт СССР                               | ВВС, лётчик                                       | 10-16.01.1978 «Союз-27»-«Салют-6»-«Союз-26», 22-30.03.1981 «Союз-39»-«Салют-6», 24.06-02.07.1982 «Союз Т-6»-«Салют-7», 17-29.07.1984 «Союз Т-12»-«Салют-7», 06.06-26.09.1985 «Союз Т-13»-«Салют-7» | 24 июня 1986 года                                 |                                                   |
| 4                                                 |                                                   | Илларионов Валерий Васильевич                     | 2 июня 1939 года                                  | —                                                 | 1-й НИИ ЦПК имени Ю. А. Гагарина, инженер         | — | 30 октября 1992 года                              | умер 10 марта 1999 года                           |
| 5                                                 |                                                   | Исаулов Юрий Федорович                            | 31 августа 1943 года                              | —                                                 | ПВО, лётчик                                       | — | 29 января 1982 года                               |                                                   |
| 6                                                 |                                                   | Козлов Владимир Иванович                          | 20 октября 1945 года                              | —                                                 | ВВС, лётчик                                       | — | 28 мая 1973 года                                  | умер 2 марта 2012 года                            |
| 7                                                 |                                                   | Попов, Леонид Иванович                            | 31 августа 1945 года                              | 46-й космонавт СССР                               | ПВО, лётчик                                       | 09.04-11.10.1980 «Союз-35»-«Салют-6»-«Союз-37», 14-22.05.1981 «Союз-40»-«Салют-6», 19-27.08.1982 «Союз Т-7»-«Салют-7»-«Союз Т-5»                                                                   | 13 июня 1987 года                                 |                                                   |
| 8                                                 |                                                   | Романенко Юрий Викторович                         | 1 августа 1944 года                               | 42-й космонавт СССР                               | ВВС, лётчик                                       | 10.12.1977-16.03.1978 «Союз-26»-«Салют-6»-«Союз-27», 18-26.09.1980 «Союз-38»-«Салют-6», 06.02-29.12.1987 «Союз ТМ-2»-«Мир»-«Союз ТМ-3»                                                             | 11 октября 1988 года                              |                                                   |
| 9                                                 |                                                   | Фефелов, Николай Николаевич                       | 20 мая 1945 года                                  | —                                                 | РВСН, инженер                                     | — | 18 июля 1995 года                                 | умер 14 февраля 2021 года                         |